# ハートブレイカー (小泉今日子の曲)
「ハートブレイカー」（HEART BREAKER）は、KYON2名義での小泉今日子の15枚目のシングル。1985年6月8日にビクター音楽産業から限定盤12インチ・シングルとしてリリースされた。

## 制作
KYON2名義の作品としては「ヤマトナデシコ七変化 (12インチ)」に続き2作目であるが、本作はリミックス作品ではなく、オリジナル曲でのリリースとなった。曲自体は「The Stardust Memory」と同時期に制作されたもの。作曲を手掛けた高見沢俊彦によると、この曲（ハートブレイカー）はシングルでは難しいかなと思っていたが、ディレクターの田村充義から「こっちも気に入りました」と伝えられ驚いたという。また、これだけハードな曲でも彼女ならサウンド次第ではいけるだろうと思ったと話しており、後にフジテレビ系『夜のヒットスタジオ』でこの曲を歌う小泉を見て「おお、かっこいいな！」と思ったと回顧している。
歌唱の前後には効果音(SE)に乗せたドラマ仕立ての台詞が加えられている。1988年発売のコンピレーションアルバム『Best Of Kyong King』には、台詞や効果音の入らないShort Versionが収録された。台詞付き完全版は、2008年発売の『Flapper+3』にB面曲「太陽の誘惑」と共にボーナストラックとして収録され、初CD化となった。

## 収録曲
- 両楽曲共に、作曲：高見沢俊彦／編曲：井上鑑

1. ハートブレイカー (7分15秒)
作詞：高橋研、高見沢俊彦
2. 太陽の誘惑 (7分48秒)
作詞：高見沢俊彦

## カバー
- Skirt（1996年／アルバム「SCOPE」収録）

## 参考資料
- 松永良平:著『コイズミクロニクル〜コンプリートシングルベスト 1982-2017〜 初回特典「コイズミシングル～小泉今日子と50のシングル物語」』ビクターエンタテインメント、2017年5月17日。